# Margot Möllersten
Margot Rosa Louise Möllersten, född 11 juni 1994 i Masthuggs församling i Göteborg, är en svensk ishockeyspelare som spelar för Göteborg HC i Svenska damhockeyligan. Möllerström gjorde debut i Riksserien 2009/2010 med en match för Hanhals IF. Därefter spelade hon i Division 1 med Hovås HC och Hisingens IK innan hon kom till Göteborgs HC säsongen 2014/2015.